# Kolardammarna
Kolardammarna är ett vattenreningsprojekt som anlades under åren 1997–1998 på platsen för Kolarängarna, ett område som är beläget inom Alby naturreservat. Projektet med Kolardammarna ingår i den kommungemensamma satsningen för Tyresåns sjösystem, att arbeta för att bibehålla sjöarnas status och gärna kunna förbättra dem om möjligt.
Dammarna tar emot vatten från Fnyskbäcken som leder till största delen förorenat dagvatten från Bollmora tätort. Först finns en oljeavskiljare i första dammen, som är en sedimenteringsdamm, här sedimenterar mycket av partiklarna i vattnet. På partiklarna sitter fosfor och tungmetalljoner. Efter detta steg rinner vattnet över en gräsyta som sommartid tar hand om en del av kvävet i vattnet. Till sist finns en biodamm.
Flödesproportionella mätningar under åren 2000–2003 visar att effektiviteten att avskilja en mycket stor del av föroreningarna i dagvattnet är hög. Det delvis renade vattnet från Kolardammarna rinner sedan genom naturreservatet och ut i Albysjön.